# Montigny-le-Gannelon
 Montigny-le-Gannelon ist eine Ortschaft und eine ehemalige französische Gemeinde mit 449 Einwohnern (Stand: 1. Januar 2019) im Département Eure-et-Loir in der Region Centre-Val de Loire. Sie gehörte zum Kanton Brou im Arrondissement Châteaudun.
Montigny-le-Gannelon wurde mit Wirkung vom 1. Januar 2017 mit den früheren Gemeinden Autheuil, Cloyes-sur-le-Loir, Douy, La Ferté-Villeneuil, Le Mée, Charray, Romilly-sur-Aigre und Saint-Hilaire-sur-Yerre zur Commune nouvelle Cloyes-les-Trois-Rivières zusammengeschlossen und übt in der neuen Gemeinde den Status einer Commune déléguée aus.

## Bevölkerungsentwicklung
| Jahr      | 1962 | 1968 | 1975 | 1982 | 1990 | 1999 | 2008 | 2012 |
| Einwohner | 315  | 369  | 349  | 334  | 388  | 426  | 495  | 487  |

## Sehenswürdigkeiten
- Schloss Montigny-le-Gannelon; Schlossanlage aus der Zeit der Renaissance, die im Zuge einer Restaurierung im 19. Jahrhundert neugotisch umgestaltet wurde
- Kirche Saint-Sauveur-Saint-Gilles
- Porte Roland

## Persönlichkeiten
- Pierre Prévost (1764–1823), Maler, geboren in Montigny
- Léon Matthieu Cochereau (1793–1817), dessen Neffe, Maler, geboren in Montigny
- Anton Kruysen (1898–1977), Maler, lebte in Montigny
- Gaston de Lévis-Mirepoix, Bürgermeister von Montigny 1929–1971